# Heuneburg
A Heuneburg egy őskori kelta település volt a Duna felső szakaszán, a mai Németország délkeleti részén. Herbertingen községnél található, Sigmaringentől kb. 14 km-re keletre, Baden-Württembergben.
A kelta idők egyik leghíresebb helyszíne Közép-Európában, és gyakran az Alpoktól északra fekvő legrégebbi városként emlegetik,   és azonosították a Hérodotosz által említett kelta Pyrene városával.
A Kr.e. 6. században – míg az ókori Róma még szinte egy kis falu volt a Tiberis folyó mellett – Heuneburg virágkorát élte.
A kelták fejedelmi székhelye és egy erődített település volt.
Az erődített fellegvár romjain kívül számos, több évszázadon át használt lakóház és egy nekropolisz maradványai kerültek elő, ékszerekkel együtt.